# The Stalker Files
The Stalker Files – Der Schatten des Erfolgs (Originaltitel: The Stalker Files) ist eine US-amerikanische Krimi-Dokumentationsreihe des Senders Reelz, die seit Januar 2018 ausgestrahlt wird. Die deutschsprachige Erstausstrahlung erfolgt seit dem 14. April 2019 auf dem deutschen Sender Super RTL.
Inhaltlich geht es um die Geschichten prominenter Stalking-Opfer.

## Konzept
Die Sendung handelt von Stalkingfällen, deren Opfer prominente Fernseh- und Filmpersönlichkeiten, wie Schauspieler, Sänger oder Moderatoren, sind. Staatsanwälte, leitende Ermittler und Psychologe berichten über den Fall und geben Einblicke in die Psyche der Stalker. Dabei werden Szenen nachgestellt, Original-Fotos und -Videos sowie Beiträge aus Fernsehnachrichten und Interviews mit Beteiligten verwendet. Außerdem sprechen Freunde und Bekannte des Opfers über die Ängste der betroffenen Personen.
Pro Folge wird eine berühmte Persönlichkeit und deren Stalkingfall behandelt.

## Produktion und Ausstrahlung
The Stalker Files ist eine Produktion von Buck Productions für Reelz.
Im Juli 2017 kündigte der Sender Reelz mehrere neue Dokumentationsreihen an, darunter auch The Stalker Files. Sendestart sollte der 10. November 2017 sein. Tatsächlich wurde die erste Folge am 27. Januar 2018 ausgestrahlt. Die zehnteilige Staffel wurde schließlich vom 27. Januar bis zum 3. März 2018 jeden Samstag hauptsächlich in Doppelfolgen auf Reelz ausgestrahlt.

### Deutschsprachiger Raum
Die deutschsprachige Erstausstrahlung erfolgt seit dem 14. April 2019 sonntags um ca. 22 Uhr auf dem deutschen Sender Super RTL.
Die Übersetzung und Ausstrahlung im deutschsprachigen Raum orientiert sich dabei nicht nach der ursprünglichen Einteilung der Folgen.

## Episodenliste
| Nr. (ges.) | Nr. (St.) | Deutscher Titel                          | Originaltitel     | Erstausstrahlung USA | Deutschsprachige Erstausstrahlung (D) |
| ---------- | --------- | ---------------------------------------- | ----------------- | -------------------- | ------------------------------------- |
| 1          | 1         | Madonna                                  | Madonna           | 27. Jan. 2018        | 14. Apr. 2019                         |
| 2          | 2         | Erin Andrews                             | Erin Andrews      | 3. Feb. 2018         | 16. Juni 2019                         |
| 3          | 3         | David Letterman                          | David Letterman   | 3. Feb. 2018         | 5. Mai 2019                           |
| 4          | 4         | Gwyneth Paltrow                          | Gwyneth Paltrow   | 10. Feb. 2018        | 19. Mai 2019                          |
| 5          | 5         | Jodie Foster                             | Jodie Foster      | 10. Feb. 2018        | 2. Juni 2019                          |
| 6          | 6         | Michael Douglas und Catherine Zeta-Jones | Michael Douglas   | 17. Feb. 2018        | 26. Mai 2019                          |
| 7          | 7         | Steven Spielberg                         | Steven Spielberg  | 17. Feb. 2018        | 28. Apr. 2019                         |
| 8          | 8         | Brooke Shields                           | Brooke Shields    | 24. Feb. 2018        | 9. Juni 2019                          |
| 9          | 9         | Rebecca Schaeffer                        | Rebecca Schaeffer | 24. Feb. 2018        | 21. Apr. 2019                         |
| 10         | 10        | Christina Grimmie                        | Christina Grimmie | 3. März 2018         | 12. Mai 2019                          |